# خوان موسو
خوان آگوستین موسو (اسپانیایی: Juan Agustín Musso‎؛ زادهٔ ۶ مهٔ ۱۹۹۴) بازیکن فوتبال اهل آرژانتین است که در پست دروازه‌بان برای باشگاه اتلتیکو مادرید بازی می‌کند. وی همچنین در تیم ملی فوتبال آرژانتین بازی می‌کند.
از باشگاه‌هایی که در آن بازی کرده‌است می‌توان به راسینگ کلوب، اودینزه و آتالانتا اشاره کرد.